# Chörten commemorativo di Thimphu
Il chörten commemorativo (Memorial chörten in inglese) è un chörten di Thimphu, capitale del Bhutan. Situato nella parte centro-meridionale della città, fu costruito nel 1974 in onore del terzo Druk Gyalpo, Jigme Dorji Wangchuck, e oggi è un simbolo del paese con le sue guglie e le sue campane d'oro. Nel 2008 ha subito dei lavori di ristrutturazione che gli hanno fatto guadagnare il titolo di "simbolo religioso più vistoso del Bhutan". Fu consacrato da Dudjom Jigdral Yeshe Dorje.
Questo chörten è diverso dagli altri in quanto non custodisce reliquie umane. All'interno infatti è presente soltanto una foto del defunto sovrano, in abiti da cerimonia. L'edificio fu realizzato in suo onore per soddisfare post-mortem il suo desiderio di costruire un chörten che rappresentasse la mente del Buddha.

## Storia
Il chörten commemorativo di Thimphu è stato progettato da Thinley Norbu, in accordo con la tradizione Nyingma del Buddhismo tibetano. Fu costruito nel 1974 in memoria di Jigme Dorji Wangchuck, terzo Druk Gyalpo, morto nel 1972. La sua realizzazione fu favorita da diversi finanziatori, tra cui si ricorda soprattutto la madre del defunto sovrano, Phuntsho Choden.

## Stile architettonico

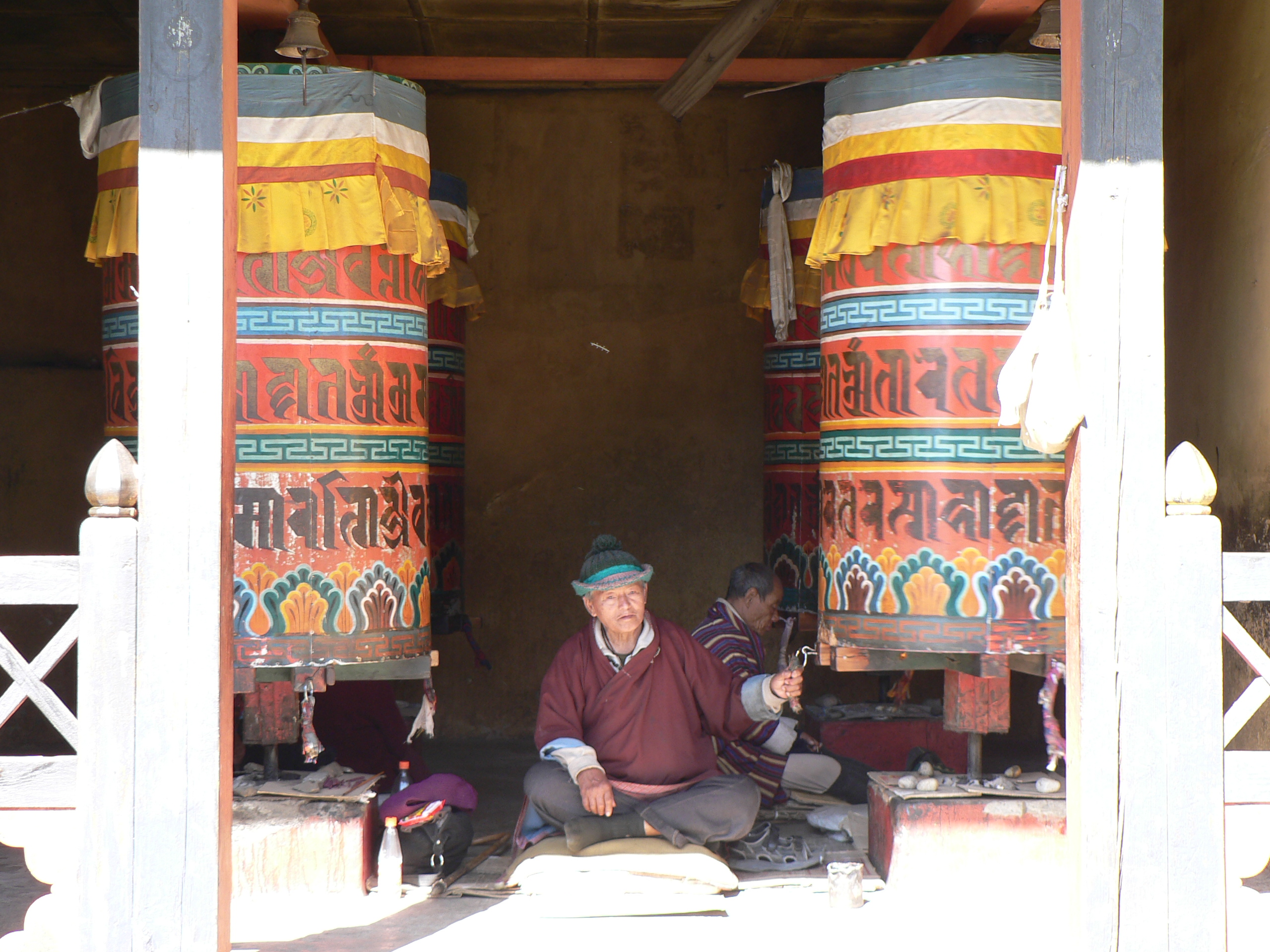
Le ruote di preghiera.

Il chörten fu progettato con il preciso obiettivo di realizzare "una delle strutture religiose più vistose della città di Thimphu". Situato nel cuore del centro urbano, esso rispetta il tradizionale stile tibetano, ispirandosi evidentemente al modello di uno stupa classico, con un pilastro piramidale coronato da rappresentazioni della luna e del sole. L'elemento peculiare di questo edificio è l'allargamento verso l'esterno della parte arrotondata alla base del pilastro per dare la forma di un vaso (una forma piramidale), a differenza della più tradizionale forma a cupola. Il chörten raffigura inoltre immagini di divinità irate rappresentate nello svolgimento di pratiche sessuali Yab-yum con le rispettive consorti.

### Esterni
Il chörten è costituito da una grande struttura bianca coronata dalla guglia dorata maggiore, mentre una guglia dorata di dimensioni minori sovrasta il portico anteriore. Ad esso si accede attraversando un piccolo giardino e un cancello decorato con tre sculture in ardesia. All'esterno della porta ci sono le rappresentazioni dei tre bodhisattva protettori del Buddha: si tratta di Avalokiteśvara (il simbolo della compassione), Mañjuśrī (il simbolo della saggezza) e Vajrapāṇi (il simbolo del potere). Alla sinistra dell'ingresso vi sono anche alcune ruote di preghiera. Il chörten è oggi meta di pellegrinaggio da parte di molti bhutanesi, soprattutto anziani legati alla figura del defunto sovrano. Vi sono quattro ingressi in totale, ma solo un'entrata è aperta ai devoti che vogliano visitare il santuario.

### Interni

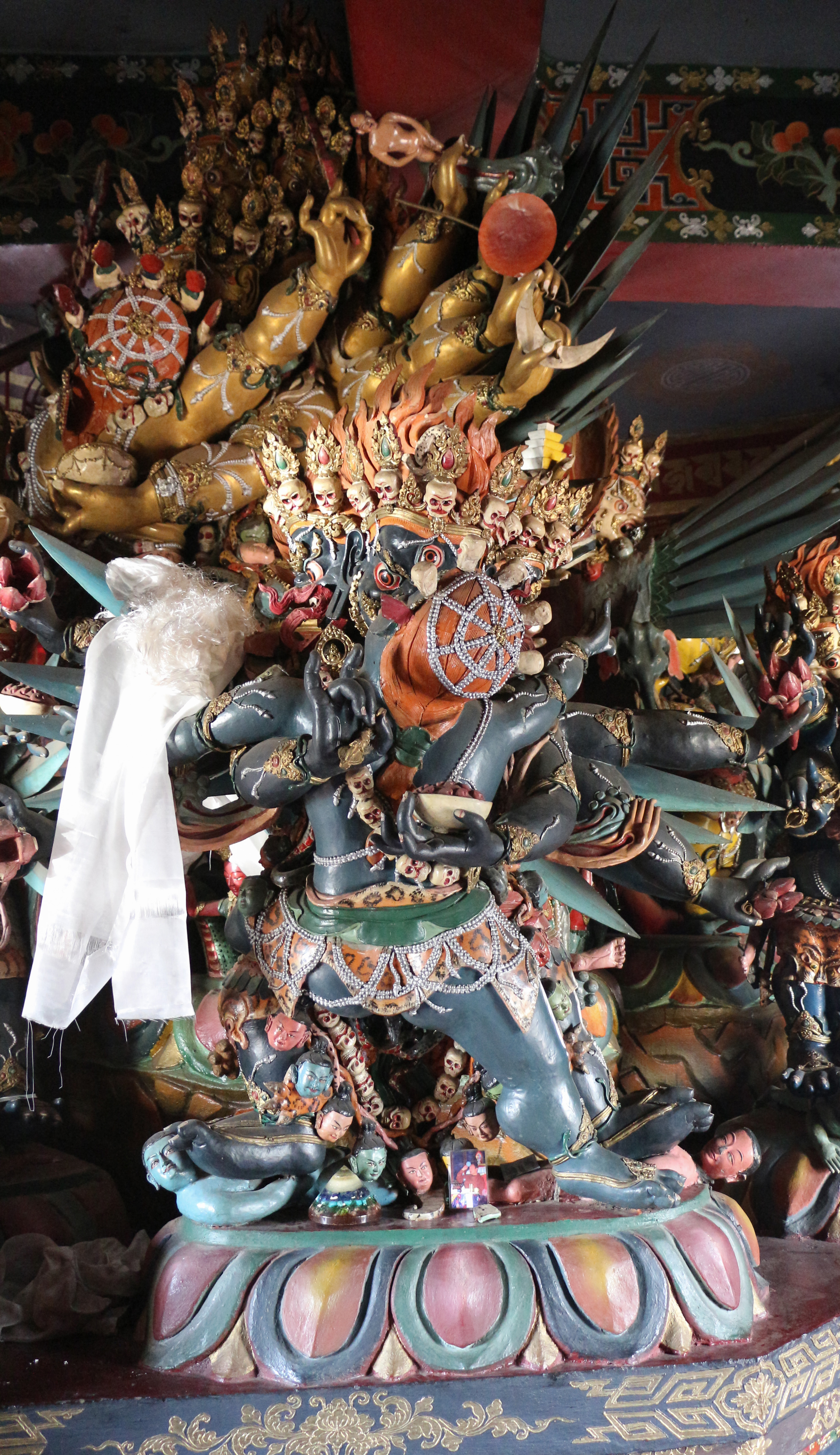
Una scultura all'interno del chörten.

Il chörten è riccamente decorato all'interno con maṇḍala, statue e un santuario dedicato al sovrano. Il piano terra della struttura è consacrato alle divinità del phurba. Vi sono quattro santuari, ognuno con diverse immagini del re, a cui si aggiunge un'immagine di Gautama Buddha in quello orientale. Dal piano terra, una scala conduce ad altri due piani, ognuno dei quali ha altri quattro santuari, tutti contenenti sculture in legno di divinità irate. Dal secondo piano si può poi accedere alla terrazza, perimetrata da una ringhiera di protezione. Da qui si può godere di una veduta panoramica sulla città.

## Festività religiose
Attorno al chörten i pellegrini svolgono ogni giorno la cosiddetta kora, una pratica che consiste nella circumambulazione intorno all'edificio sacro recitando preghiere e azionando le ruote di preghiera. Occasionalmente qui si svolge anche il Mönlam, un evento durante il quale lo Je Khenpo benedice i pellegrini presenti.